# Eutrapela clematata
Eutrapela clematata är en fjärilsart som beskrevs av George Duryea Hulst 1896. Eutrapela clematata ingår i släktet Eutrapela och familjen mätare. Inga underarter finns listade i Catalogue of Life.